# Kabupaten
Kabupaten je územně-správní jednotka druhé úrovně v Indonésii, podřízená provincii (provinsi). Tento výraz jde asi nejpřiléhavěji přeložit jako oblast. Kabupatenům jsou pak podřízeny nižší správní jednotky, zvané kecamatan nebo distrik (okresy). Hlavní město kabupatenů bývá označováno jako ibu kota kabupaten.